# Emberà xamí
Xamí o emberà-xamí ("chamí" o "emberá-chamí" en castellà) són un grup ètnic indígena, que parla un dialecte de la llengua emberà. "Xamí" vol dir "serralada" i "emberà" significa "gent", els xamí són llavors la gent de la serralada, per oposició als emberà que viuen a les selvas de les planes de la regió del Pacífic i als emberà katio de les conques dels rius de Urabá i l'alt Sinú.
Els xamí com els altres emberà, sempre han seguit un patró de poblament dispers. Viuen en diferents comunitats andines, a Antioquia, Caldas, Risaralda, Quindío i la Vall del Cauca.
Per les seves diferències lingüístiques dialectals els indígenes Emberá, a Antioquia, Colòmbia, se subdivideixen en catí, que avui 2007 constitueixen el 61% de la població total indígena del departament i en xamí, que representen el 16%. A més viuen al departament Zenú i Cunas, que constitueixen el 13% i 8% respectivament, de la població total (0.IA 1999).

## Jaibanisme
Un aspecte de la important vida dels emberà és la seva relació amb els esperits ("Jai") per mitjà dels seus "jaibanás", xamans no hereditaris que aprenen dels seus mestres ja experimentats, sobre el poder màgic espiritual, des del qual es regula la vida, la salut, la subsistència i la natura.
Conceben tres formes de "Jai": els de l'aigua, "Dojura", juntament amb les "Wandre", mares dels animals i plantes que habiten a les capçaleres dels rius, els "Antumiá" de la selva profunda, i els dels animals selvàtics que són transformacions d'ànimes dels humans morts.
Els tractes dels jaibaná amb els Jai garanteixen les activitats fonamentals de la societat i la continuïtat dels cicles naturals, establint al mateix temps la territorialitat de les comunitats. Aquests tractes tenen un caràcter cosmològic en la mesura que la comunicació i convenis amb els Jai regulen els intercanvis entre els diferents nivells superposats de l'univers.
Dachizeze, pare del món més alt, va engendrar a Tutruicá en el món inferior i a Caragabí en aquest món. Es diu que Caragabí va poder fer als humans només al manllevar el fang a Tutruicá i després va fer moure's als humans perquè va saber treure-li la pesadesa de la terra. El blat de moro i el chontaduro van ser portats d'un nivell més alt. Sense l'intercanvi de materials i sabers entre mons, la de la societat i la natura no podria continuar. Caragabí va aconseguir enderrocar l'arbre Jenené i en la seva arrel va brollar el mar i les seves branques són els rius i sobre els rius hi ha una gran serp, Jepa, amb la qual es pot accedir a transportar entre nivells del món, la qual cosa també ocorre en les capçaleres dels rius, on transiten els éssers del món de baix i el de dalt. Els animals caçats que tenen les seves mares en les capçaleres dels rius són gent de baix visibilitzada com animals i les ànimes dels humans morts poden ser menjar de la gent de baix, com quan una serp pica un humà, es considera que la gent de baix l'ha caçat.
Els jaibaná continuen la tasca de Caragabí i altres herois dels relats, en ser instruments de tracte amb els nivells del cosmos i propiciar la continuïtat dels intercanvis que caracteritzen la vida, que és natura i societat a alhora.

## Llengua
Els xamí parlen un dialecte de la llengua emberà, que és una llengua aglutinant i ergativa que privilegia la visió de l'objecte (o pacient) del verb.

## Ablació del clítoris
Autoritats de drets humans i la Diputada Martha C. Alzate, van denunciar que dins de la comunitat que habita el Departament colombià de Risaralda es venia practicant la mutilació genital femenina a les nenes emberà xamí, la qual cosa va desembocar en un programa coordinat per autoritats locals, nacionals i internacionals; dins del qual, les dones emberà xamí es van comprometre a erradicar aquesta pràctica.